# Rivière Bastien
Rivière Bastien är ett vattendrag i Kanada.   Det ligger i provinsen Québec, i den sydöstra delen av landet, 300 km norr om huvudstaden Ottawa. Rivière Bastien ligger vid sjön Lac Faillon.
I omgivningarna runt Rivière Bastien växer i huvudsak blandskog. Trakten runt Rivière Bastien är nära nog obefolkad, med mindre än två invånare per kvadratkilometer.